# Wieland Schmied
Wieland Schmied (* 5. Februar 1929 in Frankfurt am Main; † 22. April 2014 in Vorchdorf, Oberösterreich) war ein österreichischer Kunsthistoriker und -kritiker, Ausstellungsmacher,  Literaturwissenschaftler und Schriftsteller, seit 1986 Professor für Kunstgeschichte an der Akademie der Bildenden Künste in München, von 1995 bis 2004 Präsident der Bayerischen Akademie der Schönen Künste.

## Leben
Wieland Schmied war der älteste Sohn des österreichischen Philosophen Walther Schmied-Kowarzik und dessen zweiter Ehefrau, der  aus Kurland stammenden deutsch-baltischen Dichterin Gertrud von den Brincken. Sein jüngerer Bruder ist der Philosophieprofessor Wolfdietrich Schmied-Kowarzik. Er wuchs zunächst in Frankfurt am Main und Friedberg auf und übersiedelte 1939 mit den Eltern nach Wien. Nach der Matura in Mödling studierte er Rechtswissenschaften (Promotion 1951) und Kunstgeschichte an der Universität Wien. Seit 1949 war er österreichischer Staatsbürger.
Nach seiner Promotion arbeitete Schmied in der Redaktion der Zeitschrift Die Furche. Von 1960 bis 1962 war er Lektor beim Insel Verlag und Kunstkritiker bei der Frankfurter Allgemeinen Zeitung. Von 1963 bis 1973 war er Direktor der Kestner-Gesellschaft Hannover, danach bis 1975 Hauptkustos der Nationalgalerie Berlin, von 1978 bis 1986 war er Direktor des DAAD in Berlin und Leiter des Berliner Künstlerprogramms als Nachfolger von Karl Ruhrberg und von 1980 bis 1999 Präsident der Internationalen Sommerakademie für Bildende Kunst Salzburg.
Von 1986 bis 1994 war er Professor für Kunstgeschichte an der Akademie der Bildenden Künste München. Dieser Akademie stand er von 1988 bis 1993 als Rektor vor. Von 1988 bis 2004 war er Mitglied der Bayerischen Akademie der Schönen Künste und dort von 1992 bis 1995 Direktor der „Abteilung Bildende Kunst“, von 1995 bis 2004 Präsident der Akademie. 2006 erhielt er die Ehrendoktorwürde der Nationalen und Kapodistrias-Universität Athen.
Wieland Schmied war seit 1966 mit der Grafikerin und Fotografin Erika Schmied verheiratet, mit der er mehrere Bücher herausgab. Sie wurden Eltern zweier Töchter. Zuletzt lebte er in Vorchdorf/Lederau in Oberösterreich, wo er nach schwerer Krankheit im April 2014 im Alter von 85 Jahren verstarb.

## Ausstellungen
Als Direktor der Kestner-Gesellschaft Hannover veranstaltete Wieland Schmied insgesamt 99 Ausstellungen, für deren Kataloge er zahlreiche Vorworte und andere Beiträge schrieb. Von Berlin aus kuratierte er viele bedeutende internationale Ausstellungen im In- und Ausland zur Kunst des 20. Jahrhunderts.
1977 war er bei der Documenta 6 in Kassel verantwortlich für die Abteilung „Handzeichnungen“, weiterhin leitete er bei der 15. Europäischen Kunstausstellung in Berlin die Abteilung „Neue Sachlichkeit und Surrealismus“. Für das Goethe-Institut erstellte er 1980 zusammen mit Eberhard Kolb und Eberhard Roters die Ausstellung und den Katalog „Kritische Grafik der Weimarer Zeit“, die weltweit gezeigt wurde und die erstmals die deutsche Grafik der 20er Jahre bekannt machte.
Bei dem 86. Deutschen Katholikentag 1980 in Berlin kuratierte er die im Schloß Charlottenburg gezeigte Ausstellung „Zeichen des Glaubens – Geist der Avantgarde. Religiöse Tendenzen in der Kunst des 20. Jahrhunderts“ und bei dem Katholikentag 1990 GegenwartEwigkeit die Ausstellung „Spuren des Transzendenten in der Kunst unserer Zeit“. Im Jahre 1982 war Schmied Mitglied des Kuratoriums der Ausstellung Zeitgeist in Berlin.

## Schriftstellerisches Werk
Wieland Schmied veröffentlichte neben zahlreichen Arbeiten zur Kunst und Literatur des 19. und 20. Jahrhunderts auch eigene Lyrik. Er war u. a. befreundet mit H.C. Artmann, Thomas Bernhard und Friedensreich Hundertwasser (Friedrich Stowasser).
Eine Hauptquelle künstlerischer Inspiration sah Schmied in der Spiritualität; er pflegte daran zu erinnern, dass Inspiration wie Spiritualität aus dem esprit geboren werden. Dabei bezog er sich ausdrücklich auch auf die außerchristliche Spiritualität und Religionsgeschichte. Der Mensch vollende seine Geschöpflichkeit, indem er selber schöpferisch werde. „Der Mensch als Schöpfer hat das Urbild des Schöpfergottes vor sich.“

## Auszeichnungen
- 1959: Theodor-Körner-Preis
- 1975: Ehrenbürger der Stadt New Orleans
- 1979: Verleihung des Professorentitel durch den Bundespräsidenten der Republik Österreich
- 1984: Preis der Stadt Wien für Publizistik
- 1989: Wappenmedaille in Gold der Landeshauptstadt Salzburg
- 1989: Hans-Prinzhorn-Medaille[6]
- 1990: Großes Bundesverdienstkreuz des Verdienstordens der Bundesrepublik Deutschland
- 1991: Österreichisches Ehrenkreuz für Wissenschaft und Kunst I. Klasse
- 1993: Österreichischer Staatspreis für Kulturpublizistik für das Jahr 1992
- 1994: Friedrich-Märker-Preis für Essayisten
- 1996: Bayerische Verfassungsmedaille in Silber
- 1997: Bayerischer Verdienstorden
- 1997: Theo-Wormland-Preis für das kunstschriftstellerische Gesamtwerk
- 1998: Großes Silbernes Ehrenzeichen für Verdienste um die Republik Österreich[7]
- 1999: Paracelsusring der Stadt Salzburg
- 1999: Goldenes Ehrenzeichen des Landes Salzburg
- 1999: Bayerischer Maximilianorden
- 2001: Kulturmedaille des Landes Oberösterreich
- 2003: Ehrung des Lebenswerks durch die Stiftung Bibel und Kultur
- 2006: Dr. h. c. der Nationalen und Kapodistrias-Universität Athen
- 2010: Ehrennadel in Gold der Stadt Mödling
- 2011: Goldenes Ehrenzeichen für Verdienste um das Land Wien

## Werke
- Von den Chinesen zu den Kindern. 1957
- Landkarte des Windes. Gedichte. 1957
- Das Poetische in der Kunst. 1960
- Fenster ins Unsichtbare. Zur Kunst der Christen. 1960
- Heinrich Schliemann. Kein Troja ohne Homer. Zwei Jahrzehnte Archäologischer Forschung, hrsg. v. Wieland Schmied, 1960
- Links und rechts die Nacht. 1962
- Wein von den Gräbern. Gedichte, 1962
- Malerei des phantastischen Realismus. Die Wiener Schule. 1964
- Richard Oelze. 1965
- Mark Tobey. 1966
- Malerei des phantastischen Realismus. Die Wiener Schule. 1964
- Wegbereiter zur modernen Kunst, 50 Jahre Kestnergesellschaft. 1966
- Alfred Kubin. 1967.
- Josef Albers, zu seinem 80. Geburtstag. Lithografien – Serigrafien. 1968
- Neue Sachlichkeit und magischer Realismus in Deutschland 1918–1933. 1969
- Rudolf Hausner. 1970
- Brauer. Monographie mit Werkkatalog, 1972
- 200 Jahre phantastische Malerei. 1974
- Malerei nach 1945 in Deutschland, Österreich und der Schweiz. 1974
- Hundertwasser. 1974
- Caspar David Friedrich. 1975
- Werner Heldt. 1976
- Wilhelm Thöny. 1976
- Nach Klimt. 1979
- Schach mit Marcel Duchamp. Gedichte, 1980
- Francis Bacon. 1985
- Andere Stimmen. Erinnerungen. 1985
- Die Widersprüche des Ezra Pound. 1987
- Rudolf Hoflehner. 1987
- De Chirico und sein Schatten. 1989
- Kunst, Kunstgeschichte Kunstakademie. 1990
- Berührungen. Essays. 1991
- Matta. 1991
- Salvador Dalí. Das Rätsel der Begierde. 1991, ISBN 3-492-11206-4
- Die fünf Hämmer des Wolf Vostell. 1992, ISBN 3-924306-30-3
- Ezra Pound. Ein Leben zwischen Kunst und Politik. 1994
- mit Erika Schmied: Thomas Bernhards Häuser. 1995
- Edward Hopper. Bilder aus Amerika. 1995
- Malerei in Österreich 1945–1995. Ausstellungskatalog Künstlerhaus Wien (Hrsg.), 1996
- Max Weiler. Ein anderes Bild der Natur. 1998
- mit Erika Schmied: Thomas Bernhards Welt. 1999
- Ezra Pound Studien I, 2000, ISBN 3-89086-752-9.
- mit Erika Schmied: Thomas Bernhards Österreich. 2000
- Die andere Moderne – De Chirico und Savinio. 2001
- H. C. Artmann. 1921–2000. Erinnerungen und Essays. 2001, ISBN 3-89086-727-8
- Geschichte der bildenden Kunst in Österreich – 20. Jahrhundert. (Hrsg.), 2002, ISBN 3-7913-2516-7
- Erinnerungen an Ezra Pound. 2002, ISBN 3-89086-719-7.
- Hundertwasser – Oeuvre-Katalog. (Hrsg.), 2002
- Die schwierige Schönheit. Ezra Pound und die bildende Kunst. Ezra Pound Studien II. 2003, ISBN 3-89086-705-7
- Wohin geht die Reise der Kunst. Essays, 2003
- Leidenschaft und kühler Blick. Vergleichende Kunsthistorie. 2004
- mit Erika Schmied: Hundertwassers Paradiese. 2004
- Begegnung mit Samuel Beckett in Berlin. 2006, ISBN 3-89086-681-6
- mit Erika Schmied: Hermann Nitsch. Der Mensch hinter seinen Aktionen. 2006
- Bilder zur Bibel. Maler aus sieben Jahrhunderten erzählen das Leben Jesu. 2006, ISBN 3-87173-365-2
- Von der Schöpfung zur Apokalypse. 2007
- mit Erika Schmied: Thomas Bernhard. Leben und Werk in Bildern und Texten. 2008, ISBN 978-3-7017-3089-6
- Nicht nur Farbe sondern auch Blut. 14 Versuche über Hermann Nitsch. 2008, ISBN 978-3-85252-792-5
- Lust am Widerspruch. Biographisches. 2008, ISBN 978-3-87173-105-1
- Der Künstler, dem die Welt ein Rätsel blieb. Neunmal Giorgio de Chirico. 2009, ISBN 978-3-85252-943-1
- Zwischen Nachtseite und Tagseite. Gedichte. 2009, ISBN 978-3-85252-709-3.
- Guten Abend, Maestro. Nächtliche Gespräche im Museum. 2010, ISBN 978-3-87173-905-7
- Paul Celan. 2010
- Ochs und Esel und andere Tiere der Bibel. 2011
- Eröffnungen. 2011, ISBN 978-3-900000-77-6
- Auersbergers wahre Geschichte und andere Texte über Thomas Bernhard. Ein Alphabet. 2014, ISBN 978-3-99028-258-8
- Forschungen eines Vogels über die Natur der Dinge. Die Welt des Surrealismus. Fotografien von Erika Schmied. 2014, ISBN 978-3-99028-336-3